# Червянка (Алтайский край)
Червянка — село в Троицком районе Алтайского края. Входит в состав Боровлянского сельсовета.

## География
Расположено на берегах реки Камышенки, вблизи места впадения в неё реки Червянки. Абсолютная высота — 157 метров над уровнем моря.
Климат
Климат характеризуется как континентальный, с продолжительной холодной зимой и коротким тёплым летом. Средняя температура самого тёплого месяца (июля) составляет 19 °С. Средняя температура самого холодного месяца (января) — −18 °С (абсолютный минимум — −50 °С). Годовое количество осадков — 300—350 мм. Продолжительность периода с устойчивым снежным покровом составляет 160 −170 дней.

## История
Основано в 1900 году. В 1926 году в заимке Червянка имелось 8 хозяйств и проживало 39 человек (19 мужчин и 20 женщин). В национальном составе населения того периода преобладали русские. В административном отношении входило в состав Клепиковского сельсовета Пристанского района Бийского округа Сибирского края.

## Население
| 1926 | 1997 | 1998 | 1999 | 2000 | 2001 |
| ---- | ---- | ---- | ---- | ---- | ---- |
| 39   | ↗162 | ↘151 | ↘145 | ↘137 | ↘136 |
| 2002 | 2003 | 2004 | 2005 | 2006 | 2007 |
| ↗143 | ↗150 | →150 | ↘144 | ↗147 | ↘145 |
| 2008 | 2009 | 2010 | 2011 | 2012 | 2013 |
| →145 | →145 | ↘126 | ↘123 | →123 | ↘115 |

Национальный состав
Согласно результатам переписи 2002 года, в национальной структуре населения русские составляли 98 %.